# Peter Shore
Peter David Shore (20 mai 1924-24 septembre 2001) est un homme politique britannique du parti travailliste et ancien ministre du Cabinet qui s'est opposé à l'entrée du Royaume-Uni dans la Communauté économique européenne. Son nationalisme de gauche idiosyncratique conduit à une comparaison avec l'homme politique français Jean-Pierre Chevènement . Il est décrit dans une nécrologie par le journaliste conservateur Patrick Cosgrave comme « Entre Harold Wilson et Tony Blair, le seul chef possible du Parti travailliste dont un chef conservateur avait raison d'avoir peur » et, avec Enoch Powell, « le plus captivant rhéteur de l'époque » .

## Jeunesse
Né à Great Yarmouth, dans le Norfolk, Shore est le fils d'un capitaine de la marine marchande et grandit dans un milieu de classe moyenne. Il fréquente le Quarry Bank High School de Liverpool et, de là, est allé au King's College, Cambridge, pour étudier l'Histoire en tant que boursier où il est membre des Apôtres de Cambridge, une société secrète de membres de l'élite. Au cours des dernières étapes de la Seconde Guerre mondiale, il sert dans la Royal Air Force, passant la plupart de son temps en Inde.

## Carrière politique
Il se spécialise en économie politique pendant une partie de son diplôme et rejoint le Parti travailliste en 1948. Il passe les années 1950 à travailler pour le parti et, après deux candidatures parlementaires infructueuses à St Ives en 1950 et à Halifax en 1959, il est nommé chef du département de recherche du parti travailliste et prend en charge le renouvellement de la politique du parti après sa troisième défaite successive, en 1959. Shore n'est que brièvement un disciple de Hugh Gaitskell ; son adhésion à la Campagne pour le désarmement nucléaire à partir de 1958 conduit à une rupture des relations pendant plusieurs années .
Il devient proche d'Harold Wilson après que ce dernier ait été élu chef du parti, et est le principal auteur du manifeste du parti travailliste pour les élections générales de 1964. À la dernière minute, il est choisi pour se présenter au siège sûr de Stepney aux élections, qu'il remporte facilement .
Après seulement une courte période sur les bancs d'arrière-ban, Wilson choisit Shore pour être son Secrétaire parlementaire privé, responsable de la liaison entre le premier ministre et les députés travaillistes, bien que Denis Healey le qualifie de «chien de poche d'Harold» . Shore est responsable de la rédaction des manifestes électoraux de 1966  et 1970 . Le travail de Shore en tant que PPS de Wilson les gardent en contact étroit et en août 1967, Shore devient membre du Cabinet en tant que secrétaire d'État aux Affaires économiques.

### Au gouvernement
Ce département est créé par Wilson pour entreprendre la planification à long terme de l'économie. Shore souhaite une planification économique contrôlée par l'État, ainsi qu'une réglementation des prix et des salaires. Au début de 1968, la responsabilité des prix et des revenus est transférée à un autre département. Le Trésor n'a jamais approuvé la création du Département des affaires économiques et commence à réaffirmer son influence, le privant de tout pouvoir significatif. Le ministère est supprimé en octobre 1969. Dans le même temps, Shore s'est rangé du côté des membres du cabinet qui s'opposent au Livre blanc de Barbara Castle, In Place of Strife. Lors d'une conversation avec Richard Crossman à l'époque, Wilson se dit déçu par Shore: «Je l'ai trop promu. Il n'est pas bon " .
Shore reste au Cabinet en tant que ministre sans portefeuille et leader adjoint de la Chambre des communes. Il joue un rôle clé, dans les coulisses, dans la planification de l'échec de la campagne électorale générale de 1970 du Parti travailliste. Dans l'opposition, Shore est nommé porte-parole sur l'Europe, prenant l'initiative de s'opposer à la politique d'Edward Heath de rejoindre la Communauté économique européenne. Shore est déjà convaincu que l'adhésion à la CEE serait un désastre car elle empêcherait le gouvernement britannique de prendre les mesures économiques nécessaires. Cependant, grâce au soutien des députés d'arrière-ban travaillistes pro-CEE, Heath a pu mener à bien cette adhésion.

### CEE
Lorsque Wilson revient au gouvernement en 1974, Shore est nommé secrétaire d'État au Commerce. Son mandat est dominé par la renégociation des conditions d'adhésion britannique à la CEE, engagement contenu dans le manifeste travailliste en vue d'un référendum national sur l'adhésion; ce compromis avait réuni le Parti travailliste sur la question. Shore participe aux discussions sans croire que de nouveaux termes seraient acceptables, et pendant le référendum, il s'est joint à d'autres politiciens anti-CEE opposés à l'adhésion.
Les résultats du référendum de 1975, donnant une majorité de deux contre un en faveur du maintien comme membre de la CEE, ont diminué l'influence de Shore ainsi que des autres «ministres dissidents». Son inclination à soutenir une économie autarcique empêche sa nomination comme chancelier de l'Échiquier, mais Shore est nommé au secrétaire d'État à l'environnement par le nouveau premier ministre James Callaghan en 1976. Cette décision est une promotion mais l'implique dans une controverse politique considérable. Il appelle les autorités locales à réduire les dépenses et le gaspillage, et critique les syndicats représentant le personnel des autorités locales pour leur incapacité à soutenir la modernisation. Shore lance également une campagne pour revitaliser les centres-villes britanniques.

### Force de dissuasion nucléaire
Shore devient un fervent défenseur de la dissuasion nucléaire britannique pendant les trois dernières décennies de sa vie, mais en 1958, il avait été un membre actif du CND. Dans son livre de 1966 intitulé « Entitled to Know», il critique l'Accord de Nassau avec les États-Unis en vertu duquel les sous-marins nucléaires britanniques sont, sauf en cas d'urgence nationale, affectés en permanence à l'OTAN. Concernant la dépendance à l'OTAN comme limitant la liberté d'action de la Grande-Bretagne, Shore compare négativement la stratégie nucléaire britannique à celle de la France.
Shore a toujours été implacablement opposé à toute suggestion de participation britannique à la Guerre du Viêt Nam, à la fois en tant que PPS et en cabinet, il a encouragé Wilson à se distancier plus explicitement de la politique étrangère américaine . Au milieu des années 1970, tout en continuant de condamner la politique étrangère américaine au Vietnam et au Chili, il devient plus favorable à l'OTAN et aux États-Unis.

### Candidat à la direction travailliste
Lorsque le Parti travailliste est entré dans l'opposition en 1979, Shore est nommé secrétaire fantôme aux Affaires étrangères, après s'être rétracté sur son soutien antérieur au CND. Il se présente comme candidat à l'élection d'un nouveau chef de parti en novembre 1980, soutenu par Michael Foot qui pensait qu'il était le candidat de la gauche molle le mieux placé pour vaincre Denis Healey. Cependant, Shore est arrivé en bas du scrutin avec 32 voix lorsque Foot a lui-même été persuadé de se présenter. Foot le fait chancelier de l'ombre où son soutien aux mesures interventionnistes rencontre l'approbation de Foot; la politique du parti s'est également opposée à l'adhésion à la CEE, ce qui convenait bien à Shore. Au début des années 1980, les tendances patriotiques de Shore sont de nouveau évidentes quand il s'est d'abord fermement opposé aux tentatives du gouvernement conservateur de remettre les îles Falkland à l'Argentine, puis soutient Margaret Thatcher lors de la Guerre des Malouines de 1982 ,.

### Cabinet fantôme
Il se présente pour la direction à nouveau après la démission de Foot, mais obtient 3%, n'étant soutenu par aucun parti travailliste de circonscription. Shore est chef fantôme de la Chambre des communes pendant quatre ans sous Neil Kinnock mais son influence auprès de la direction est négligeable et il n'est pas reconduit au cabinet fantôme en 1985. Il quitte les bancs avant en 1987 et siège au Comité restreint des affaires étrangères, se consacrant aux questions de l'Union européenne. Edward Pearce écrit dans sa nécrologie du Guardian de Shore qu '«il était maintenant devenu une figure de droite, approuvée en gloussant par les conservateurs» .
Après plusieurs tentatives dans son parti de circonscription pour le désélectionner, il quitte de la Chambre des communes aux élections générales de 1997, et dans les honneurs de dissolution, il est fait pair à vie, étant créé baron Shore de Stepney, de Stepney à Londres. Arrondissement de Tower Hamlets le 5 juin 1997. Son livre Separate Ways (2000) prône une Europe à plusieurs vitesses, avec certains pays comme simples membres associés, afin de permettre au centre de forger une union politique à son propre rythme. Il est décédé en 2001, à 77 ans.
Le 27 septembre 1948, Shore épouse Elizabeth Catherine Wrong, fille de l'historien Edward Murray Wrong. Ils ont deux fils et deux filles.